# Heimdal
Heimdal je šesnaesti studijski album norveškog metal-sastava Enslaved. Diskografska kuća Nuclear Blast objavila ga je 3. ožujka 2023.

## O albumu
Dobio je ime po liku iz nordijske mitologije, koji je sastav nazvao „zapanjujućim” i koji je nekoliko puta spomenut u stihovima Enslavedovih pjesama; skupina ga je prvi put spomenula na Yggdrasillu, drugom demouratku, koji je objavljen 1992. Na albumu se nalazi šest novih pjesama i pjesma „Caravans to the Outer Worlds”, prethodno objavljena na istoimenu EP-u iz 2021. Grupa je objavila taj EP kako bi povezala prethodni studijski album Utgard (iz 2020.) i Heimdal te je zaključila da se pjesma „Caravans to the Outer Worlds” uklapa u novi album i glazbom i stihovima.

## Popis pjesama
Glazba: I. Storm Peersen.
| 1.    | »Behind the Mirror«            | Peersen   | 6:20 |
| 2.    | »Congelia«                     | Peersen   | 8:01 |
| 3.    | »Forest Dweller«               | K. Grutle | 5:55 |
| 4.    | »Kingdom«                      | Peersen   | 5:51 |
| 5.    | »The Eternal Sea«              | Peersen   | 7:25 |
| 6.    | »Caravans to the Outer Worlds« | Peersen   | 6:44 |
| 7.    | »Heimdal«                      | Grutle    | 8:06 |
| 48:24 |                                |           |      |

| Posebna inačica albuma u ograničenoj nakladi | Posebna inačica albuma u ograničenoj nakladi | Posebna inačica albuma u ograničenoj nakladi | Posebna inačica albuma u ograničenoj nakladi | Posebna inačica albuma u ograničenoj nakladi | Posebna inačica albuma u ograničenoj nakladi | Posebna inačica albuma u ograničenoj nakladi | Posebna inačica albuma u ograničenoj nakladi | Posebna inačica albuma u ograničenoj nakladi | Posebna inačica albuma u ograničenoj nakladi |
| Br.                                          | Skladba                                      | Tekstopisac                                  | Trajanje                                     |                                              |                                              |                                              |                                              |                                              |                                              |
| -------------------------------------------- | -------------------------------------------- | -------------------------------------------- | -------------------------------------------- | -------------------------------------------- | -------------------------------------------- | -------------------------------------------- | -------------------------------------------- | -------------------------------------------- | -------------------------------------------- |
| 1.                                           | »Behind the Mirror«                          | Peersen                                      | 6:20                                         |                                              |                                              |                                              |                                              |                                              |                                              |
| 2.                                           | »Congelia«                                   | Peersen                                      | 8:01                                         |                                              |                                              |                                              |                                              |                                              |                                              |
| 3.                                           | »Forest Dweller«                             | Grutle                                       | 5:55                                         |                                              |                                              |                                              |                                              |                                              |                                              |
| 4.                                           | »Kingdom«                                    | Peersen                                      | 5:51                                         |                                              |                                              |                                              |                                              |                                              |                                              |
| 5.                                           | »The Eternal Sea«                            | Peersen                                      | 7:25                                         |                                              |                                              |                                              |                                              |                                              |                                              |
| 6.                                           | »Caravans to the Outer Worlds«               | Peersen                                      | 6:44                                         |                                              |                                              |                                              |                                              |                                              |                                              |
| 7.                                           | »Gangandi«                                   | Grutle                                       | 7:10                                         |                                              |                                              |                                              |                                              |                                              |                                              |
| 8.                                           | »Heimdal«                                    | Grutle                                       | 8:06                                         |                                              |                                              |                                              |                                              |                                              |                                              |
| 55:34                                        |                                              |                                              |                                              |                                              |                                              |                                              |                                              |                                              |                                              |

## Recenzije
| Zbirne ocjene   | Zbirne ocjene |
| Izvor           | Ocjena        |
| --------------- | ------------- |
| Metacritic      | 80/100        |
| Recenzije       |               |
| Izvor           | Ocjena        |
| Blabbermouth    | 8/10          |
| Classic Rock    | [ 13 ]        |
| Kerrang!        | 4/5           |
| Metal Injection | 9/10          |
| MetalSucks      | [ 15 ]        |
| Rock Hard       | 8,5/10        |
| Sputnikmusic    | 4/5           |

Dobio je uglavnom pozitivne kritike. Na Metacriticu, sajtu koji prikuplja ocjene recenzenata raznih publikacija i na temelju njih uratku daje prosječnu ocjenu od 0 do 100, uradak je na temelju četiri recenzije osvojio 80 boda od njih 100, što označava „uglavnom pozitivne kritike”. Pišući za časopis Kerrang!, Nick Ruskell dao mu je četiri boda od njih pet i izjavio je: „Poslije šesnaest albuma i dalje iznenađuju i stvaraju – to treba posebno pohvaliti. Budući da je to najbolji rad [sastava] u proteklih deset godina, to je trijumf zaista veličanstvene skupine.” David E. Gehlke bio je slična mišljenja u svojoj recenziji za Blabbermouth; dao mu je osam od deset bodova izjavivši da „[n]akon više od trideset godina i 16 studijskih albuma ENSLAVED, zadivljujuće, i dalje ostaje vjeran svojim korijenima dok definira progresiju ekstremnog metala.”
Max Morin dao mu je devet od deset bodova u recenziji za Metal Injection napisavši: „Na Heimdalu su se [članovi skupine] najdalje odmaknuli od svoje sigurne zone. To je također jedan od najboljih albuma koje su dosad objavili.” U recenziji za Sputnikmusic Fernando Alves dao mu je četiri boda od njih pet napisavši: „Heimdal djeluje prirodnije od svojih nedavnih prethodnika; manje je dotjeran i stoga siroviji, no pritom i dalje ostaje složen i poduzetan.” Dave Everley dao mu je šest bodova od njih deset u recenziji za časopis Classic Rock zaključivši: „Malo će toga iznenaditi bilo koga tko je poslušao bilo koji od Heimdalovih 15 prethodnika, osobe osjetljivijih ušiju neće moći progutati neke ekstremnije trenutke, ali sve u svemu, to je i dalje dojmljiv [album].”

## Zasluge
| Enslaved - Arve "Ice Dale" Isdal – gitara, tonska obrada, snimanje - Grutle Kjellson – vokali, bas-gitara, dodatni efekti, efekti udaraljki, sekvencer, sintesajzer, produkcija, fotografija, umjetnički direktor - Håkon Vinje – klavijatura, prateći vokal - Ivar Bjørnson – gitara, dodatni efekti, efekti udaraljki, sekvencer, sintesajzer, produkcija, tonska obrada, snimanje, umjetnički direktor - Iver Sandøy – vokal, udaraljke, dodatni efekti, efekti udaraljki, sekvencer, sintesajzer, produkcija, tonska obrada, snimanje Ostalo osoblje - Vegard Lemme – dodatna tonska obrada bubnjeva - Jens Bogren – miksanje; dodatni vokal (na pjesmi „Behind the Mirror”) - Tony Lindgren – mastering - Mirjam O. Vikingstad – fotografija (naslovnica) - Roy Bjørge – fotografija (sastav) - David Hall – retuširanje (fotografije na naslovnici i fotografije članova sastava) - Tor Ola Svennevig – crteži - Marcelo Vasco – omot albuma | Dodatni glazbenici - Eilif Gundersen – brončani rog (na pjesmi „Behind the Mirror”) - Silje Solberg – hardangerska violina (na pjesmi „Gangandi”) - Sveinbjörn Beinteinsson – glas (na pjesmi „Kingdom”) - Sunneva Ø. Peersen – glas (na pjesmi „Heimdal”) - Andrew Liles – glas (na pjesmi „Heimdal”) - Emi Horikawa – glas (na pjesmi „Heimdal”) - Tonje Elisabeth Storm Peersen – glas (na pjesmi „Heimdal”) - KiraKira – glas (na pjesmi „Heimdal”) - Sheila Maria Diaz Peralta – glas (na pjesmi „Heimdal”) - Katrine Stenbekk – glas (na pjesmi „Heimdal”) - Lukasz Worny – glas (na pjesmi „Heimdal”) - Magdalena Szymaniak – glas (na pjesmi „Heimdal”) - Claire Harris – glas (na pjesmi „Heimdal”) - Lisa Cope – glas (na pjesmi „Heimdal”) - Serena Cherry – glas (na pjesmi „Heimdal”) - Silje Wergeland – glas (na pjesmi „Heimdal”) - Michelle van Oorschot – glas (na pjesmi „Heimdal”) - Seb Bailly – glas (na pjesmi „Heimdal”) - Mélanie Duperrex – glas (na pjesmi „Heimdal”) - Alexander Milas – glas (na pjesmi „Heimdal”) - Simon Füllemann – glas (na pjesmi „Heimdal”) - Einar Selvik – glas (na pjesmi „Heimdal”) - Arild Gertz – glas (na pjesmi „Heimdal”) - Inger Sunneva Storm Peersen – glas (na pjesmi „Heimdal”) - Sonja Elisabeth Storm Peersen – glas (na pjesmi „Heimdal”) |

## Ljestvice
| Ljestvica (2023.)                            | Najviša pozicija |
| -------------------------------------------- | ---------------- |
| Austrija                                     | 51.              |
| Njemačka                                     | 26.              |
| Škotska                                      | 31.              |
| Švicarska                                    | 27.              |
| Ujedinjeno Kraljevstvo (Album Downloads)     | 30.              |
| Ujedinjeno Kraljevstvo (Independent Albums)  | 10.              |
| Ujedinjeno Kraljevstvo (Rock & Metal Albums) | 6.               |